# Lago Deux Montagnes
O  lago Deux Montagnes (em francês: lac Deux Montagnes) estende-se por aproximadamente 150 km², situado a noroeste da ilha de Montreal, na província de Quebec, Canadá, correspondendo aproximadamente ao espaço entre a barragem de Carillon e a de Grand Moulin. Corre em direção ao Rio Mille-Îles, Rio Prairies, Rio Ottawa e do lago Saint-Louis, atingindo o Rio São Lourenço.
Chamado de lago Médicis em 1612 por Samuel de Champlain e depois lago Soissons (aprox. 1632), recebe seu nome atual em 1684.
Da foz do Rio Prairies em Laval-sur-le-Lac, até a extremidade leste da Ilha Cadieux, o lago tem entre 1,2 m e 2,1 m de profundidade. Após este ponto, sua profundidade é maior.
A eclusa de Sainte-Anne, com 60 m de comprimento situada em Sainte-Anne-de-Bellevue data de 182. Permite atravessar a diferença de nível de 1 metro entre o lago Deux Montagnes e o lago Saint-Louis.
A estação de navegação no lago Deux Montagnes estende-se de meados de maio até meados de outubro, coincidindo com as datas de abertura e fechamento das eclusas de Sainte-Anne-de-Bellevue e de Carillon.

## Ver também

Panorama do lago Deux Montagnes a partir da praia de Oka